# Eleição municipal de Barreiras em 2024
A eleição municipal da cidade brasileira de Barreiras ocorreu em 6 de outubro de 2024 para eleger um prefeito, um vice-prefeito e 19 vereadores que serão responsáveis pela administração da cidade baiana no mandato a se iniciar em 1° de janeiro de 2025 e com término em 31 de dezembro de 2028. Como o município não possui 200 mil eleitores, a disputa foi realizada em turno único. O prefeito titular era Zito Barbosa, do UNIÃO, reeleito em 2020 pelo DEM, que por estar em seu segundo mandato não pode se candidatar a reeleição. O prefeito eleito foi Otoniel Teixeira, do mesmo partido do titular.

## Calendário eleitoral
| Início        | Fim           | Atividades | Status    |
| ------------- | ------------- | --- | --------- |
| 7 de março    | 5 de abril    | Janela partidária para vereadores trocarem de partido visando concorrer às eleições sem perder o mandato. | Realizado |
| 6 de abril    | 6 de abril    | Data-limite para todas as legendas e federações partidárias obterem o registro dos estatutos no TSE e para todos os candidatos terem domicílio eleitoral na circunscrição em que desejam disputar as eleições com a filiação deferida pelo partido. | Realizado |
| 15 de maio    | 15 de maio    | Início da campanha de arrecadação prévia de recursos na modalidade de financiamento coletivo para pré-candidatos, sem realização de pedidos de voto e obedecendo a regras relativas à propaganda eleitoral na Internet.                             | Realizado |
| 20 de julho   | 5 de agosto   | Realização de convenções partidárias para deliberar sobre coligações e escolher candidatos às prefeituras e aos cargos de vereador. Os partidos têm até 15 de agosto para registrar os nomes na Justiça Eleitoral.                                  | Realizado |
| 16 de agosto  | 16 de agosto  | Início das campanhas eleitorais de forma igualitária, podendo qualquer publicidade ou manifestação com pedido explícito de voto antes da data ser considerada irregular e multada.                                                                  | Realizado |
| 30 de agosto  | 3 de outubro  | Veiculação da propaganda eleitoral gratuita no rádio e na televisão. | Realizado |
| 6 de outubro  | 6 de outubro  | Realização do primeiro turno das eleições municipais. | Realizado |
| 11 de outubro | 25 de outubro | Veiculação da propaganda eleitoral gratuita no rádio e na televisão para o segundo turno. | Realizado |
| 27 de outubro | 27 de outubro | Realização de um eventual segundo turno nas cidades com mais de 200 mil eleitores em que o candidato a prefeito mais votado não tenha atingido a metade mais um dos votos válidos.                                                                  | Realizado |

## Candidatos à prefeitura
| Nº | Prefeito(a)  | Prefeito(a)      | Prefeito(a)       | Prefeito(a)                                                                | Vice-prefeito(a) | Vice-prefeito(a) | Vice-prefeito(a)    | Vice-prefeito(a)  | Coligação Partido(s)                                                                         | Ref.  |
| Nº | Candidato(a) | Candidato(a)     | Partido Federação | Cargos relevantes                                                          | Candidato(a)     | Candidato(a)     | Candidato(a)        | Partido Federação | Coligação Partido(s)                                                                         | Ref.  |
| -- | ------------ | ---------------- | ----------------- | -------------------------------------------------------------------------- | ---------------- | ---------------- | ------------------- | ----------------- | -------------------------------------------------------------------------------------------- | ----- |
| 11 |              | Danilo Henrique  | PP                | Secretário de governo de Luís Eduardo Magalhães (2021—2024)                |                  |                  | Karlúcia Macedo     | MDB               | Pra Frente Barreiras! PP, MDB, PODE, Republicanos, DC, Agir e Solidariedade                  | [ 5 ] |
| 13 |              | Tito             | PT FE Brasil      | Deputado federal pela Bahia (2019—2023); Vereador de Barreiras (2001—2016) |                  |                  | Emerson Cardoso     | Avante            | A Mudança Que Eu Acredito FE Brasil (PT, PCdoB e PV), Avante, PSD, PSB e Federação PSOL REDE | [ 6 ] |
| 30 |              | Davi Schmidt     | NOVO              | Presidente do Sindicato dos Produtores Rurais de Barreiras (2012—2024)     |                  |                  | Coronel Uzeda       | NOVO              | Um Novo Caminho Para Barreiras NOVO e PMB                                                    | [ 7 ] |
| 44 |              | Otoniel Teixeira | UNIÃO             | Vereador de Barreiras (2013—presente)                                      |                  |                  | Túlio Machado Viana | PL                | Pra Barreiras Continuar Mudando UNIÃO, PL, PDT, PRD, Federação PSDB Cidadania e MOBILIZA     | [ 8 ] |

## Resultados

### Prefeito
Fonte: TSE
| Candidato(a)           | Candidato(a)             | Vice                     | 1º turno 6 de outubro de 2024 | 1º turno 6 de outubro de 2024 |
| Candidato(a)           | Candidato(a)             | Vice                     | Total                         | %                             |
| ---------------------- | ------------------------ | ------------------------ | ----------------------------- | ----------------------------- |
|                        | Otoniel Teixeira (UNIÃO) | Túlio Machado Viana (PL) | 32.953                        | 38,88%                        |
|                        | Danilo Henrique (PP)     | Karlúcia Macedo (MDB)    | 27.636                        | 32,61%                        |
|                        | Tito (PT)                | Emerson Cardoso (Avante) | 21.012                        | 24,79%                        |
|                        | Davi Schmidt (NOVO)      | Coronel Uzeda (NOVO)     | 3.147                         | 3,71%                         |
| Total de votos válidos | Total de votos válidos   | Total de votos válidos   | 84.748                        | 96,24%                        |
| → Votos em branco      | → Votos em branco        | → Votos em branco        | 1.058                         | 1,20%                         |
| → Votos nulos          | → Votos nulos            | → Votos nulos            | 2.250                         | 2,56%                         |
| Total de votos         | Total de votos           | Total de votos           | 88.056                        | 82,23%                        |
| Abstenções             | Abstenções               | Abstenções               | 19.033                        | 17,77%                        |
| Total de inscritos     | Total de inscritos       | Total de inscritos       | 107.089                       | 100%                          |